# Yucatánpoorwill
De Yucatánpoorwill (Nyctiphrynus yucatanicus) is een vogel uit de familie Caprimulgidae (nachtzwaluwen).

## Verspreiding en leefgebied
Deze soort is endemisch in de Mexicaanse staat Yucatán.